# Кастильоне д'Ада
Кастильо̀не д'А̀да (на италиански: Castiglione d'Adda, на западноломбардски: Castion, Кастийон) е малко градче и община в Северна Италия, провинция Лоди, регион Ломбардия. Разположено е на 60 m надморска височина. Населението на общината е 4784 души (към 2013 г.).